# 阿尔弗莱多马尔孔德斯
阿尔弗莱多马尔孔德斯是巴西圣保罗州的一个市镇。总面积119.504平方公里，总人口3848人，人口密度32.2人/平方公里。